# Madonie
Madonie (sicilsky Li Marunii) je pohoří na severu Sicílie v Itálii. Nachází se zde nejvyšší hora Sicilských Apenin Pizzo Carbonara (1 979 m). Pohoří má shodnou délku a šířku okolo 25 km.

## Geologie
Pohoří se utvářelo v průběhu posledních 20 miliónů let, v období od miocénu do pleistocénu. Je tvořeno vápenci a dolomity. Nachází se zde většina hornin, které jsou charakteristické pro geologii Sicílie (vyjma sopečné činnosti). V centrální části pohoří leží rozsáhlá krasová oblast. V celé oblasti pohoří byla nalezena řada fosilií.

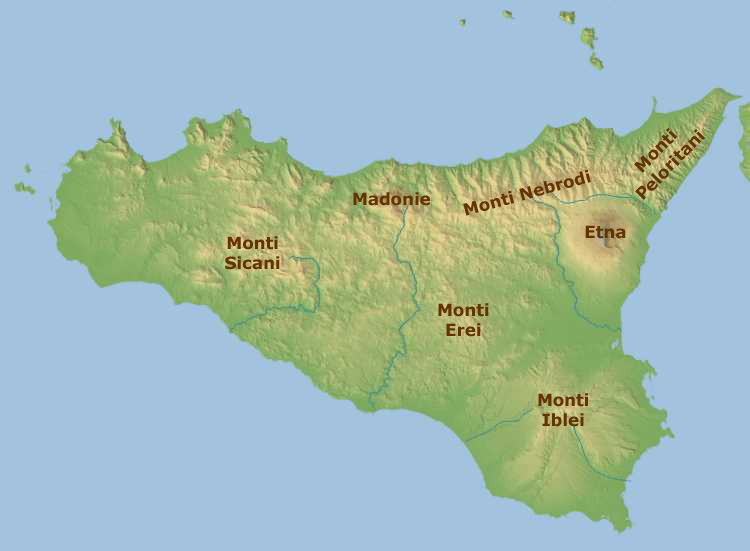
Pohoří Madonie na mapě Sicílie